# Província de Brașov
La província de Brașov ((IPA: [bra.'ʃov]); hongarès: Brassó) és un județ, una divisió administrativa de Romania, a Transsilvània, amb capital a Brașov.

## Límits
- Província de Covasna a l'est.
- Província de Sibiu a l'oest.
- Província de Mureș i província de Harghita al nord.
- Província d'Argeș, província de Dâmbovița i província de Prahova al sud.

## Demografia
El 2002, tenia 589,028 i una densitat de població de 110 h/km².
- Romanesos - 87.28%[1]
- Hongaresos - 8,65%
- Rroma - 3,10%
- Alemanys ètnics - 0,75%

| Any  | Població |
| ---- | -------- |
| 1948 | 300,836  |
| 1956 | 373,941  |
| 1966 | 442,692  |
| 1977 | 582,863  |
| 1992 | 643,261  |
| 2002 | 589,028  |

## Divisió administrativa
La província té 4 municipalitats, 6 ciutats i 47 comunes.

### Municipalitats
- Brașov (Brassó, Kronstadt)
- Făgăraș (Fogaras)
- Codlea (Feketehalom)
- Săcele (Hétfalu)

### Ciutats
- Ghimbav (Vídombák)
- Predeal
- Râșnov (Rozsnyó)
- Rupea (Kőhalom)
- Victoria
- Zărnești (Zernyest)

### Comunes
| - Apaţa - Augustin - Beclean - Bod - Bran - Budila - Buneşti - Caţa | - Cincu - Cristian - Crizbav - Drăguş - Dumbrăviţa - Feldioara - Fundata - Hălchiu - Hărman | - Hârseni - Hoghiz - Holbav - Homorod - Jibert - Lisa - Mândra - Măieruş - Moieciu | - Ormeniş - Părău - Poiana Mărului - Prejmer - Racoş - Recea - Şercaia - Şinca - Şinca Nouă | - Sâmbăta de Sus - Sânpetru - Şoarş - Tărlungeni - Teliu - Ticuşu - Ucea - Ungra - Vama Buzăului | - Viştea - Voila - Vulcan |